# Bryorella marginis
Bryorella marginis är en svampart som beskrevs av Döbbeler 1982. Bryorella marginis ingår i släktet Bryorella, klassen Dothideomycetes, divisionen sporsäcksvampar och riket svampar.   Inga underarter finns listade i Catalogue of Life.